# Lamberto Cesarini Sforza
Lamberto Cesarini Sforza (Terlago, 29 settembre 1864 – Trento, 22 marzo 1941) è stato un letterato italiano.

## Biografia
Di nobili origini, il conte Lamberto Cesarini Sforza compì i primi studi a Trento per poi laurearsi in Lettere a Firenze nel 1889. Subito dopo si dedicò per un breve periodo all'insegnamento, prima in Sicilia, quindi in Liguria e infine in Lombardia, cominciando nel frattempo a scrivere le sue prime prove letterarie, in forma di resoconti o ricordi autobiografici.
Nel 1901, in seguito alla morte del padre, dovette tuttavia rientrare a Trento, dove da un lato iniziò a occuparsi degli affari di famiglia, dall'altro continuò a occuparsi di storia e letteratura. Il fulcro delle ricerche del Cesarini Sforza divenne ben presto dirottato su tematiche irredentiste: interessato alla difesa della nazionalità italiana del Trentino, Lamberto si impegnò in modo particolare nel sostenere la necessità di difesa della lingua italiana da processi di germanizzazione.
Riparato a Parma allo scoppio della prima guerra mondiale e ripresa qui l'attività d'insegnamento, alla fine del conflitto rientrò a Trento, dove nel 1919 fu eletto presidente della neonata Società per gli studi trentini e nel 1920 direttore della Biblioteca comunale di Trento, dove proseguì il lavoro di riordinamento del materiale avviato da Arnaldo Segarizzi. È durante la sua direzione che la Biblioteca comunale di Trento diviene l'istituto depositario di riferimento per tutti gli stampatori operanti in provincia, che dal 1922 sono obbligati per legge a inviare all'ente una copia delle loro pubblicazioni.
Nel 1921, come presidente del Club alpino italiano, prese parte alla commissione governativa per la toponomastica delle nuove provincie, il cui compito era quello di sostituire i toponimi del Trentino con i corrispondenti italiani. Licenziato nel 1933 dal Podestà di Trento per aver raggiunto il limite d'età (in realtà le ragioni di questo provvedimento erano di natura politica, dal momento che il Cesarini Sforza aveva avuto varie frizioni con le autorità; la più grave fu legata al suo rifiuto di acquistare per la Biblioteca comunale di Trento le opere di Gabriele D'Annunzio). Morì a Trento nel 1941.

## Opere principali (elenco incompleto)
- Errata corrige: piccolo lessico della corrotta italianità, Trento 1892.
- Alcuni latinismi del dialetto trentino, Trento 1893.
- Modi di dire storici usati nel Trentino, Trento 1898 (II ed., 1900).
- Per la storia del cognome nel Trentino (I edizione, 1914; III edizione, 1991).
- Piazze e strade di Trento (I ed., 1896; III ed., 1991).
- Lo statuto di Terlago del 1424, 1898.
- La Lega Nazionale nel Trentino, 1909.
- Chi sono i trentini? Due parole al popolo in risposta agli spropositi e alle menzogne dei pangermanisti, 1908.
- Legittima difesa, 1926.
- Italiani non trentini nel Trentino (I ed., 1907; II ed., 1929).
- Desiderio Reich, 1913.